# 올리비아 블레이크
올리비아 프랜시스 블레이크(Olivia Frances Blake, 1990년 3월 10일 ~ )는 영국의 정치인이다. 노동당 소속으로 셰필드할람에서 선출되어 2019년부터 영국 하원 의원을 지내고 있다. 1990년 3월 10일 노스요크셔주 노샐러턴에서 태어났다. 셰필드 대학교에서 의생명과학을 전공했다. 셰필드 시의회 의원, 시의회 부의장 등을 지냈다.

## 역대 선거 결과
| 선거명      | 직책명                       | 대수 | 정당   | 득표율 | 득표수   | 결과 | 당락                     |
| ----------- | ---------------------------- | ---- | ------ | ------ | -------- | ---- | ------------------------ |
| 2019년 총선 | 하원의원 (셰필드할람 선거구) | 58대 | 노동당 | 34.6%  | 19,709표 | 1위  | 셰필드할람 하원의원 당선 |
| 2024년 총선 | 하원의원 (셰필드할람 선거구) | 59대 | 노동당 | 46.3%  | 23,875표 | 1위  | 셰필드할람 하원의원 당선 |